# 希羅卡赫雷布利亞 (赫米利尼克市鎮)
49°31′7″N 28°1′48″E / 49.51861°N 28.03000°E
參數所指定的目標頁面不存在，建議更正成存在頁面或直接建立下列一個頁面（建立前請先搜尋是否有合適的存在頁面可以取代）：
- 希羅卡赫雷布利亞

希羅卡赫雷布利亞（羅馬化：Shyroka Hreblia）是位於烏克蘭西南部文尼察州赫米利尼克區赫米利尼克市鎮的村莊，始建於1921年，面積6.4平方公里，海拔高度240米，2001年人口1,921，人口密度每平方公里300.16人。